# Nikolai Grigorjewitsch Wassiljew
Nikolai Grigorjewitsch Wassiljew (russisch Николай Григорьевич Васильев; * 15. Julijul. / 28. Juli 1908greg. in Dwinsk; † 25. März 1943 in Waldai) war ein sowjetischer Oberstleutnant und Partisanenkommandeur im Großen Vaterländischen Krieg und Held der Sowjetunion.

## Leben
Wassiljew wurde in Dwinsk als Sohn eines Angestellten geboren. Er trat früh in die Rote Armee und KPdSU ein. Sein Standort wurde Nowgorod. Er besuchte bis 1936 die Kurse der politischen Verwaltung des Leningrader Militärbezirkes und wurde dann Leiter des Hauses der Roten Armee in Nowgorod. Nach dem deutschen Überfall auf die Sowjetunion organisierte er ab Juli 1941 die Partisanbewegung und befehligte ab Oktober 1941 die 2. Leningrader Partisanenbrigade im Rücken der deutschen 16. Armee. Unter seiner Führung gelang es ein Gebiet von mehr als 11.000 km² zu befreien und dort einen Partisanenkreis (russisch партизанский край) einzurichten, der bis zum September 1942 existierte. Neben kleineren Überfällen, war die 2. Partisanenbrigade unter Wassiljews Befehl im Januar 1942 bei der bis dahin größten einzelnen Partisanen-Aktion gegen den deutschen Stützpunkt in Cholm beteiligt (→ Schlacht um Cholm).
Darüber hinaus schaffte sie dringend benötigte Lebensmittel in das eingeschlossene Leningrad. Später wurde Wassiljew als Oberstleutnant Kommissar in einem regulären Bataillon der Roten Armee. Er starb schließlich nach langer Krankheit am 25. März 1943 im Lazarett in Wyschni Wolotschok.
Wassiljew wurde mit zwei Leninorden und dem Orden des Vaterländischen Krieges Erster Klasse ausgezeichnet. Am 2. April 1944 wurde ihm posthum auch der Titel Held der Sowjetunion verliehen. Sein Grab befindet sich in Waldai. Noch in der Sowjetunion wurde das Haus der Roten Armee in Nowgorod, Wassiljews einstige Dienststelle, in „Kulturhaus N. G. Wassiljew“ umbenannt. Noch heute ist es das „Kultur- und Freizeitzentrum N. G. Wassiljew“. Zu seinem 100. Geburtstag wurde Wassiljew in Nowgorod schließlich eine größere Ausstellung gewidmet.